# Lycenchelys wilkesi
Lycenchelys wilkesi är en fiskart som beskrevs av Anderson, 1988. Lycenchelys wilkesi ingår i släktet Lycenchelys och familjen tånglakefiskar. Inga underarter finns listade i Catalogue of Life.